# Гексахлороосмат(IV) аммония
Гексахлороосма́т(IV) аммо́ния — неорганическое вещество, 
комплексная соль осмия, аммония и соляной кислоты
с формулой (NH4)2[OsCl6],
тёмно-красные кристаллы,
плохо растворяется в холодной воде.

## Получение
- Восстановление оксида осмия(VIII) дихлоридом железа в кислой среде в присутствии ионов аммония:

{\displaystyle {\mathsf {OsO_{4}+4FeCl_{2}+8HCl+2NH_{4}Cl\ {\xrightarrow {}}\ (NH_{4})_{2}[OsCl_{6}]\downarrow +3FeCl_{3}+4H_{2}O}}}

## Физические свойства
Гексахлороосмат(IV) аммония образует тёмно-красные кристаллы
кубической сингонии,
пространственная группа F m3m,
параметры ячейки a = 0,9729 нм, Z = 4.
Плохо растворяется в холодной воде.

## Химические свойства
- Восстанавливается водородом до металлического осмия:

{\displaystyle {\mathsf {(NH_{4})_{2}[OsCl_{6}]+2H_{2}\ {\xrightarrow {300-400^{o}C}}\ Os+NH_{4}Cl+4HCl}}}